# Gustav von der Goltz (Landrat, 1799)
Gustav von der Goltz (* 7. November 1799 in Wallbruch; † 3. Oktober 1868 in Krumke) war ein preußischer Landrat und Abgeordneter der Frankfurter Nationalversammlung.

## Leben
Gustav Graf von der Goltz wurde 1799 in Wallbruch als Sohn des preußischen Rittmeisters a. D. und Träger des Ordens Pour le Mérite, Albrecht Friedrich Otto Graf von der Goltz (1770–1830) und der Eleonore zur Heiden (1773–1847) geboren. Er starb 1868 in Krumke.
Gustav von der Goltz war Gutsherr auf dem Familiengut Tlukum. Er trat in den preußischen Staatsdienst ein und wurde Landrat in Chodziesen. Nach der Revolution von 1848 bewarb er sich um ein Mandat als Abgeordneter für die Frankfurter Nationalversammlung und wurde für den Wahlkreis Posen/Czarnikow in das Paulskirchenparlament gewählt. Goltz war ab dem 18. Mai 1848 Abgeordneter. Er schloss sich der Mehrheitsfraktion der National-Liberalen, der nach ihrem Tagungsort Casino-Fraktion genannten Gruppierung, an und blieb in dieser Fraktion auch nach der im September 1848 erfolgten Abspaltung der sogenannten Landsberg-Fraktion, einer Gruppe, die die Zentralgewalt des künftigen Deutschen Reiches zu Lasten der Befugnisse der Einzelstaaten stärken wollte. Gustav von der Goltz legte am 11. Mai 1849 sein Mandat nieder, wenige Tage bevor alle preußischen Abgeordneten die Nationalversammlung verließen.
Gustav von der Goltz war mit Cecile de Chevenix de Beville (1801–1889) verheiratet und hatte mit ihr einen Sohn, der ebenfalls Gustav (1831–1909) hieß und preußischer Wirklicher Geheimrat und Vizepräsident der Oberrechnungskammer wurde. Ein weiterer Sohn starb 1831 bei seiner Geburt, die Tochter Clementine Maria (1833–1905) heiratete den Major Wilhelm Stach von Goltzheim (1818–1880).
Gustav von der Goltz war Ehrenritter des Johanniterordens.